# Cabanagem

Mapa de las principales revueltas ocurridas en Brasil antes de 1840.

La Cabanagem fue una revuelta sucedida entre 1835 y 1840 de parte de los negros, mestizos (llamados también caboclos o taputos) e indios contra la élite política local de la provincia del Gran Pará (en portugués: Grão-Pará). Entre las causas de la rebelión estaba la extrema pobreza de las comunidades costeras producto que desde la Independencia de Brasil se había relegado a dicha provincia a un territorio de poca importancia. A la masa popular también se les unieron sectores de clase media y alta, destacando el períodista Vicente Ferreira Lavor (alias "Papagaio").

## Etimología
La palabra cabanagem se refiere a las cabañas donde vivían los indios, mestizos y negros que protagonizaron la rebelión.

## Antecedentes
Tras la guerra de independencia las fuerzas brasileñas tuvieron que actuar en Gran Pará para derrotar a los últimos focos de resistencia lusitana que pretendía que dicha provincia permaneciera como colonia de Portugal. La lucha duró varios años y destacaron el periodista y sacerdote João Batista Gonçalves Campos, los hermanos Vinagre (Manuel, Francisco Pedro y Antônio) y el hacendado Félix Antônio Clemente Malcher. En esos años muchos esclavos escaparon y formaron quilombos y las rebeliones militares eran frecuentes. Tras la lucha se instaló un gobierno leal al central que marginó a los líderes locales. La élite local, aunque no tan afectada por el conflicto, se sintió desplazada por el centralismo imperial que centraba los recursos estatales en las provincias costeras del sudeste y nordeste.
En julio de 1831 hubo una rebelión militar en Belém y Gonçalves Campos fue arrestado como uno de los responsables. La indignación de la gente creció y en 1833 ya se hablaba de crear una federación. El presidente de la provincia, Bernardo Lobo de Sousa, desató una política de represión para contener el malestar. El punto culminante se alcanzó el 1834 cuando Gonçalves Campos envió una carta al obispo de Pará, Romualdo de Souza Coelho, al no haber sido autorizado el periodista fue perseguido y tuvo que refugiarse en tierras de su amigo Clemente Malcher. Posteriormente los hermanos Vinagre y el periodista Eduardo Angelim reunieron un contingente de rebeldes en la granja de Malcher. 
Antes de producirse el ataque de las tropas gubernamentales los rebeldes dejaron la granja. Sin embargo, el 3 de noviembre los rebeldes fueron alcanzados y murió Manuel Vinagre y Malcher fue apresado. El 31 de diciembre falleció Gonçalves Campos por la infección de una herida hecha cuando se afeitaba. 

## El movimiento
El 6 de enero de 1835 Antônio Vinagre con un contingente de insurrectos (llamados cabanos) tomó el palacio de gobierno de Belém y nombraron a Félix Antônio Clemente Malcher presidente de Gran Pará. La ciudad fue tomada en menos de un día muriendo el Comandante de Armas provincial y el presidente Lobo de Sousa e incautaron gran cantidad de material bélico. Al día siguiente Malcher fue liberado y Francisco Pedro Vinagre fue nombrado el nuevo Comandante de Armas de Gran Pará.
Pero dicho gobierno duro poco pues el presidente Malcher se sentía más identificado con los intereses de la clase dominante y prefería el mantener a la provincia como parte del Brasil, por lo que el 19 de febrero depuso del gobierno a sus aliados con apoyo de la élite local.
Francisco Vinagre, Angelim y otros se sublevaron, Malcher ordenó arrestar a Angelim y las fuerzas de ambos se enfrentaron. Malcher fue derrotado y muerto, su cuerpo fue arrastrado por las calles de Belém. Vinagre entonces asumió el cargo de Presidente de la Provincia. 
Cuando la capital provincia fue asediada por el mariscal Manuel Jorge Rodrigues la actuación de Antônio impidió la captura de su hermano y la rendición inmediata de la ciudad. Pero la flota del almirante inglés John Taylor bombardeo las defensas de esta y los rebeldes tuvieron que retroceder al interior (julio de 1835). Los insurrectos se sublevaron y atacaron Belém el 14 de agosto, que fue tomada tras nueve días de batalla en la que murió Antônio Vinagre.
Angelim asumió la presidencia, durante diez meses aterrorizó a la élite local para que lo apoyara pero ante la falta de medidas concretas para consolidar el gobierno rebelde este acabó por debilitarse. Ante esto en marzo de 1836 el gobierno imperial envió al brigadier Francisco José de Sousa Soares de Andréa como presidente de la provincia y con la autorización de hacer la guerra total a los rebeldes mientras que desde febrero había cuatro buques de guerra cercando Belém amenazando con bombardearla. El ejército imperial se componía de soldados, mercenarios y criminales reclutados de las prisiones del sur y nordeste. La ciudad en ese momento estaba afectada por el desorden, hambre y la viruela. El 13 de mayo el brigadier Andréa bombardeó la ciudad y la mayoría de los rebeldes escaparon en canoas.
Andréa persiguió a Angelim, considerándolo una amenaza, hasta que en octubre fue capturado en una choza en la selva con su esposa y enviado a Río de Janeiro. Los insurrectos continuaron combatiendo como guerrillas en la selva hasta su exterminio completo en 1840. Los pueblos indígenas que los apoyaron, en particular los murá y mauê, prácticamente desaparecieron.

## Consecuencias
Se estima que hasta un 10 o 40 % de la población de la provincia fue muerta durante el conflicto. La población de los indios del río Tapajós cayó de 40 000 a 3000 por la revuelta y de los 60 000 muras en 1826 catorce años después cayeron a unos pocos miles, perdiendo además la mayoría de sus tierras. La represión fue brutal y afecto principalmente a los indígenas, una simple denuncia terminaba casi siempre en una ejecución sumaria. En 1833 la población había sido censada en 119 877 almas: 32 751 indios, 29 977 esclavos negros, cerca de 42 000 mestiços y una minoría dominante de 15 000 blancos, en su mayoría lusitanos, concentrados en Belém, ciudad de 12 000 residentes. La economía de la región se vio muy afectada por la escasez de mano de obra. Unas 12 500 personas fueron arrestadas durante la guerra. Los únicos progresos los vivió la ciudad de Manaus, que creció enormemente debido a que se convirtió en una base de operaciones militares. En 1840 el gobierno imperial declaró una amnistía a los cabanos pero estos ya no existían, en cambio el exterminio y reducción de la población indígena sobreviviente continuó. La insurrección buscaba la expulsión de los blancos y el fin de la esclavitud en la Amazonia pero terminó con la llegada de un número mayor de europeos y con la población local aún más reprimida.